# Eddie Baily
Edward Francis Baily (6 d'agost de 1925 - 13 d'octubre de 2010) fou un futbolista anglès de la dècada de 1950.
Fou internacional amb la selecció d'Anglaterra amb la qual participà en la Copa del Món de futbol de 1950. Jugà durant una dècada al Tottenham Hotspur FC, de 1946 a 1956. També jugà al Port Vale, Nottingham Forest FC i Leyton Orient in 1958. Posteriorment fou entrenador, essent assistent de Bill Nicholson al Tottenham.

## Palmarès
Tottenham Hotspur
- Football League First Division: 1950-51
- Football League Second Division: 1949-50